# Cunard Line
Cunard Line este o companie maritimă britanică cu sediul în Southampton și Santa Clara, California. A fost, în perioada vapoarelor de linie, o remarcată firmă, deținând o mare flotă cu vapoare rapide și destul de luxoase.
Se remarcă prin vapoarele renumite pe care le-a lansat la apă: Lusitania, Mauretania, Aquitania, Carpathia, RMS Queen Mary ș.a.
Astazi, compania se axează pe activitatea de croazieră cu cei trei nave: RMS Queen Mary 2 , MS Regina Elisabeta și MS Queen Victoria.

## Istoric

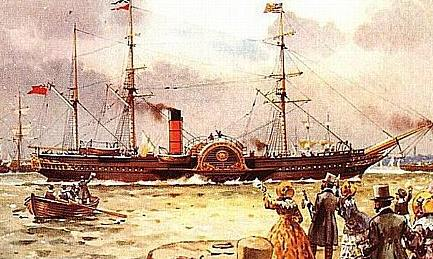
RMS Britannia în 1840

În mai 1838, omul de afaceri canadian Samuel Cunard înființa, împreună cu grup de oameni cu capital, George Burns, David McIver și James Donaldson, compania British & North American Royal Mail Steam Packet Company, companie cunoscută sub numele de Cunard Line.
În 1840 când nava RMHS Britannia a început rutele transatlantice de pasageri, marfă și servicii poștale de la Liverpool la Halifax.
În 1912 a constituit un alt moment istoric, în cadrul companiei, atunci când RMS Carpathia salvează supraviețuitorii de pe Titanic, ce aparținea companiei concurente White Star Line.
La sfârșitul anului 1920, Cunard Line s-a confruntat cu o concurență nouă, când germanii, italienii și francezi au început la rândul lor construcția  de mari nave transatlantice.
În 1933 ambele companii au fuzionat  sub denumirea de Cunard White Star Line, pentru a face față crizei grave cu care se confruntă în perioada  marii crise economice.
White Star Line este achizionată în întregime în 1947, compania revenind la utilizarea numelui de Cunard Line în 1950.
În 1949 a fost lansată prima navă construită special pentru croaziere, RMS Caronia, care se alătura unei flote de 12 nave. Odată cu apariția avioanelor de pasageri, flota Cunard Line este redusă specializându-se în nave de croazieră.
În încercarea de a controla și serviciile aeriene către America de Nord, Caraibe și America de Sud, Cunard Line înființează în 1962 BOAC-Cunard Ltd împreună cu British Overseas Airways Corporation, care a fost dizolvată în 1966.
În 1983 Cunard Line achiziționează Norvegian America Line, apoi Royal Viking Line.

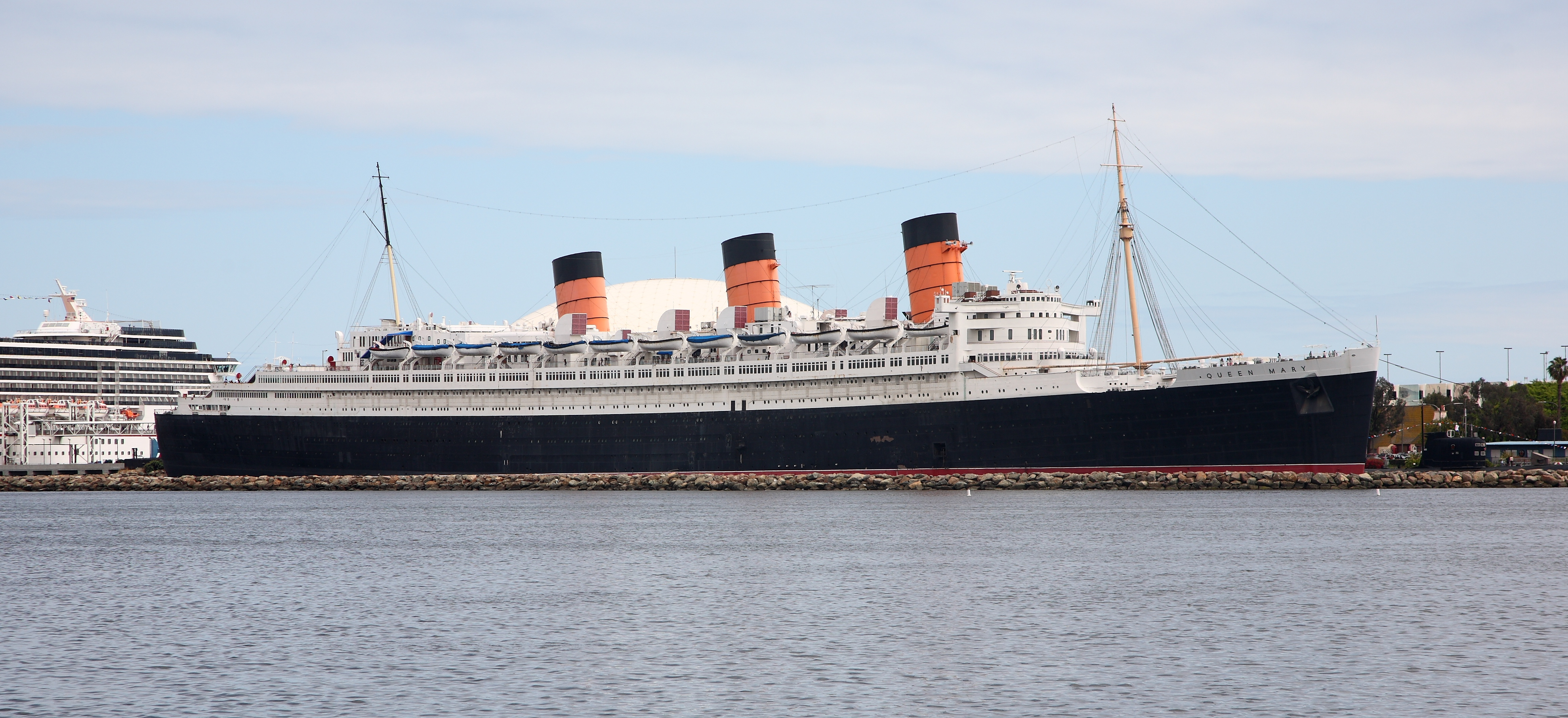
RMS Queen Mary în 1936

În 1998, Carnival Corporation achizitionează Cunard Line anunțând totodată construirea RMS Queen Mary 2 care intră în serviciu în 2004,  navă ce înlocuiește RMS Queen Elizabeth 2 în ruta Atlanticului de Nord. Acum operează, de asemenea linia Cunard, RMS Queen Victoria și RMS Queen Elisabeth.
În prezent, Cunard Line are sediul principal în Santa Clarita, California, Statele Unite ale Americii  și Southampton, Marea Britanie.

## Principalele rute
- 1840: Liverpool - Halifax - Boston
- 1847: Liverpool - Boston - New York
- 1851-1966: Liverpool - New York
- 1853-1978: Liverpool - Gibraltar - Malta – porturi din Marea Mediterană
- 1858-1870: New York - Nassau - Havana - Indiile de Vest
- 1872-1874: Glasgow - Indiile de Vest
- 1911-1966: Southampton - Quebec - Montreal
- 1913-1966: Liverpool - Quebec - Montreal
- 1919-1978: Southampton - Cherbourg - New York
- 1922-1940: Londra - Southampton - New York

## Pacheboturi celebre ale Cunard Line
- RMS Etruria
- RMS Umbria
- RMS Carpathia
- RMS Lusitania (1907-1915)
- RMS Mauretania (1906-1935)
- SS Imperator (1913-1940)
- RMS Aquitania (1913-1950)
- RMS Laconia (1921-1942)
- RMS Lancastria (1922-1940)
- RMS Majestic (1922-1943)
- RMS Queen Mary (1934)
- RMS Mauretania II (1939-1965)
- RMS Queen Elizabeth (1940-1973)
- RMS Queen Elizabeth 2 (1969)
- RMS Queen Mary II (2004)
- RMS Queen Victoria (2007)
- RMS Queen Elizabeth (2010)